# Титлич, Ана
Ана Титлич (хорв. Ana Titlić; род. 13 июня 1952, Горня Врба, Бродско-Посавская жупания) — югославская гандболистка, вратарь. Серебряный призёр летних Олимпийских игр 1980 года, чемпионка мира 1973 года.

## Биография
Ана Титлич родилась 13 июня 1952 года в югославской общине Горня Врба (сейчас в Хорватии).
Играла в гандбол за «Раднички» из Славонского Брода и загребский «Локомотив». В составе Локомотива провела более 400 матчей, дважды играла в финалах еврокубков: в 1975 году в Кубке европейских чемпионов, в 1980 году — в Кубке обладателей кубков.
В составе женской сборной Югославии три раза участвовала в чемпионатах мира: в 1973 году в Югославии (золотая медаль),  в 1975 году в СССР (5-е место), в 1978 году в Чехословакии (5-е место).
В 1979 году завоевала золотую медаль гандбольного турнира Средиземноморских игр в Сплите.
В 1980 году вошла в состав женской сборной Югославии по гандболу на летних Олимпийских играх в Москве и завоевала серебряную медаль. Играла на позиции вратаря, провела 2 матча
В течение карьеры провела за женскую сборную Югославии 126 матчей.
После окончания игровой карьеры выступала за ветеранскую команду загребского «Локомотива».
Окончила кинезиологический факультет Загребского университета. Работала преподавателем физкультуры.